# La signora de Winter
La signora de Winter (nell'originale in lingua inglese: Mrs. de Winter) è un romanzo scritto da Susan Hill nel 1993 ed è la continuazione di Rebecca, la prima moglie, di Daphne du Maurier.
È conosciuto anche con il titolo La signora de Winter: il seguito di Rebecca di Daphne du Maurier.

## Edizioni
- Susan Hill, La signora de Winter, traduzione di Roberta Rambelli, collana Omnibus stranieri, Arnoldo Mondadori Editore, 1993,  p. 344, ISBN 88-04-37511-6.